# Archieparquía de Kiev
La archieparquía de Kiev de los ucranianos (en latín: Archieparchia Kioviensis y en ucraniano: Київська архієпархія) es una circunscripción eclesiástica de la Iglesia católica en Ucrania. Se trata de una archieparquía greco-católica ucraniana, sede metropolitana de la provincia eclesiástica de Kiev. Desde el 23 de marzo de 2011 su archieparca es Sviatoslav Shevchuk.

## Territorio y organización

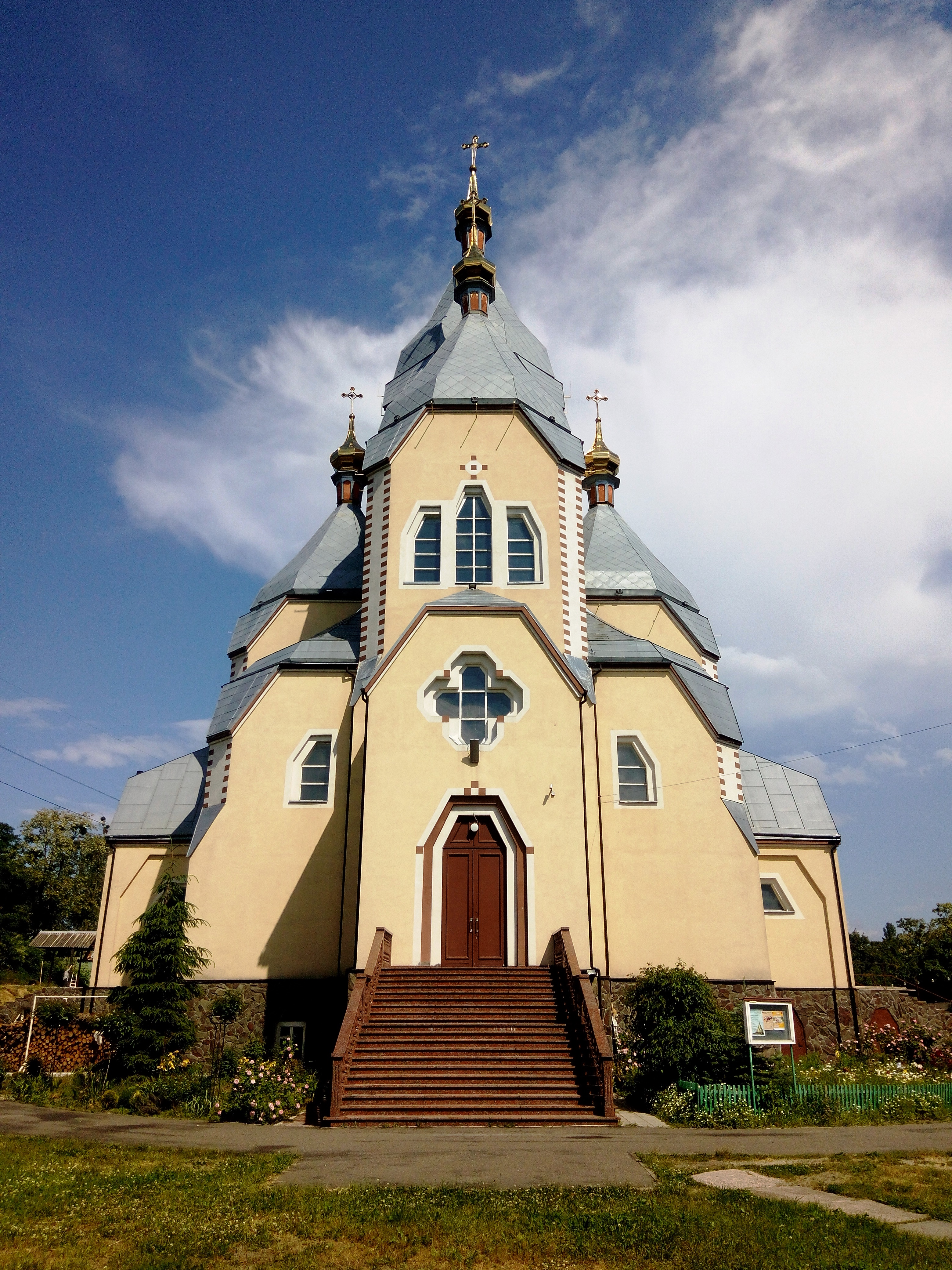
Concatedral de Santa María, Vyšhorod

La archieparquía extiende su jurisdicción sobre los fieles católicos de bizantino residentes en la ciudad de Kiev y en las óblast de Cherkasy, Cherníhiv, Kiev, Vínnitsa y Zhytómyr.
La sede de la archieparquía se encuentra en la ciudad de Kiev, en donde se halla la Catedral patriarcal de la Resurrección de Cristo, inaugurada en 2011 y consagrada el 18 de agosto de 2013. En Vyšhorod se halla la Concatedral de Santa María.
La archieparquía no tiene sufragáneas.
En 2021 en la archieparquía existían 115 parroquias agrupadas en 11 protopresbiterados (equivalentes a vicariatos foráneos).

## Historia

### Metropolitanato dependiente de Constantinopla
De acuerdo con leyendas locales, el cristianismo habría llegado a la región en donde luego se fundaría Kiev en tiempos apostólicos de la mano de Andrés el Apóstol. Entre los siglos IV y VII el cristianismo comenzó a extenderse activamente en el antiguo territorio ucraniano. A principios del siglo IX, los patriarcas Ignacio y Focio de Constantinopla enviaron obispos y misioneros a la Rus de Kiev, por lo que los ucranianos recibieron la fe cristiana por medio de misioneros bizantinos y sus iglesias, consecuentemente, estuvieron originalmente conectadas al Patriarcado de Constantinopla. A principios de 867, el patriarca Focio envió una encíclica a patriarcas y obispos orientales informando sobre que a la cristianización de los búlgaros le había seguido la de Rus y que había enviado un obispo allí. Un arzobispado existió en Tmutarakáñ durante el siglo IX. Los búlgaros establecieron en 918 un patriarcado independiente del de Constantinopla y la liturgia búlgara derivó en el uso del eslavo eclesiástico y del alfabeto cirílico, que transmitieron a sus vecinos eslavos de la Rus de Kiev.
El cristianismo se volvió dominante en Kiev en 988 cuando el príncipe de la Rus de Kiev, Vladimiro I de Kiev, proclamó la religión cristiana como religión oficial en todas las tierras del territorio kievita. Prácticamente todo el pueblo fue bautizado a orillas del río Dniéper según el rito bizantino eslavo por orden de Vladimiro. Ese año es considerado como el del establecimiento del metropolitanato de Kiev por el patriarca Nicolás II de Constantinopla, aunque la eparquía de Kiev es mencionada en una crónica de principios de 891. El primer templo catedral, la iglesia de los Diezmos, fue construido en 996, residiendo previamente el metropolitano en Pereyáslav (ciudad construida por Vladimiro en 992). A la muerte de Vladimiro, el metropolitanato contaba con 5 obispos en: Kiev, Cherníhiv, Nóvgorod, Volodímir-Volinski, Przemyśl, y probablemente Vérjniy Túriv (hoy en el raión de Turka).
Bajo el reinado de Yaroslav I el Sabio, sucesor de Vladimiro, la Iglesia de Kiev continuó su expansión: se construyeron monasterios, iglesias, escuelas, bibliotecas, se tradujeron libros del griego, etc. Yaroslav también mandó construir la gran Catedral de Santa Sofía en 1037, que se convirtió en el símbolo del cristianismo ucraniano. Nuevas eparquías fueron agregadas al metropolitanato en Pereyáslav, Yúriev, y Bílhorod. Yaroslav murió en 1054, año en que se produjo el cisma entre las Iglesias de Occidente y Oriente. La Rus de Kiev se mantuvo del lado bizantino por lo que la comunión con el papa de Roma quedó interrumpida y la sede de Kiev quedó dentro de la Iglesia ortodoxa. En 1098 el metropolitano de Kiev Juan III asistió al Concilio de Bari, convocado por el papa Urbano II con el fin de superar el cisma.
Tras la muerte de Yaroslav I, comenzó una época dificultosa para la Iglesia de Kiev. Durante varios años la ciudad sufrió invasiones mongoles y musulmanas que provocaron la caída de la Rus de Kiev. La autoridad espiritual del metropolitano de Kiev se extendió a todas las diócesis formadas en las tierras de la Rus de Kiev. En vísperas de la invasión mongol-tártara había 16 de ellas: Kiev (988), Cherníhiv (991), Belgorod (991), Vladímir del Klyazma (992), Novgorod (992), Rostov (992), Pólatsk (992), Turiv (1005), Przemyśl (1026), Pereyáslav (1036), San Jorge (1036), Galitzia (1134), Smolensk (1137), Riazán (1198), Suzdal (1213). Durante algún tiempo las diócesis de Tmutorokan y Transcarpacia también pertenecieron al metropolitanato, pero la mayor parte de su existencia estuvieron subordinadas directamente al Patriarcado de Constantinopla. Posteriormente principado de Tmutorokan declinó, y Transcarpacia fue ocupada por Hungría y Valaquia. Luego de la devastadora invasión mongola de la Rus y el saqueo de Kiev en 1240, el metropolitano Máximo de Kiev se mudó a la ciudad de Vladímir en 1299, por lo que los monarcas de Galitzia-Volinia comenzaron el proceso para tener un metropolitano separado. En 1245 el metropolitano de Kiev Pedro Akeróvich participó en el Concilio de Lyon I. A partir de 1325 el metropolitano se transfirió a Moscú.
En 1439 el metropolitano Isidoro de Kiev asistió al Concilio de Florencia que proclamó el fin del cisma. El 15 de octubre de 1458 el patriarca Gregorio III de Constantinopla confirió al nuevo metropolitano uniato Gregorio II el título de metropolitano de Kiev, Halych y toda Rus. 
El papa Pío II con la bula Decens reputamus nombró el 11 de septiembre de 1458 a Gregorio II el Búlgaro como el nuevo primado uniato del metropolitanato con jurisdicción sobre 10 diócesis en territorios ucranianos y bielorrusos (ambos entonces denominados en conjunto rutenos, en rito y nacionalidad): Kiev, Hálych, Przemyśl, Chełm, Volodímir, Lutsk, Turiv (Pinsk), Briansk (Cherníhiv), Pólatsk y Smolensk, mientras que la sede fue trasladada a Vilna a causa de que Kiev estaba expuesta a las invasiones tártaras. En 1476 el papa Sixto IV designó metropolitano a Misail Pstruch. El 15 de diciembre de 1448 los obispos del metropolitanato llenaron la sede vacante y designaron metropolitano a Jonás de Moscú sin el consentimiento del patriarca uniato de Constantinopla. Tras fracasar su intento de imponer su jurisdicción sobre toda la Rus, a partir de 1461 abandonaron el título de Kiev y se intitularon metropolitanos de Moscú y toda Rus.
Restablecido el cisma en 1471, a partir de 1481 el metropolitanato volvió a tener un metropolitano ortodoxo, mientras que el metropolitanato de Lituania fue abolido en 1471.

### Eparquía greco-católica
El 15 de diciembre de 1596 el metropolitano Mychajlo Rohoza suscribió la Unión de Brest y la archieparquía fue unida a la Iglesia católica. Aunque en 1620 fue restablecida una circunscripción eclesiástica ortodoxa paralela, que fue oficializada entre 1632 y 1633. A principios del siglo XVII, la metrópolis uniata de Kiev incluía 9 diócesis: las archieparquías de Kiev, Pólatsk y de Smolensk; la eparquías de Pinsk y Turau, Volodímir-Brest, Chełm y Bełz, Przemyśl-Sambir-Sanok (greco-católica desde 1692), Leópolis-Halych-Kamyanets'kyi (greco-católica desde 1700), Lutsk y Ostroh (greco-católica desde 1702).
La archieparquía católica de Kiev fue suprimida en 1838 durante la política represiva de los zares de Rusia, que suprimió todas las circunscripciones eclesiásticas greco-católicas del Imperio ruso y obligó a la conversión forzada de los fieles a la Iglesia ortodoxa rusa.
Con la fin de la Unión Soviética y el nacimiento de un estado ucraniano independiente, la Santa Sede procedió a la erección del exarcado archiepiscopal de Kiev-Vyšhorod el 25 de noviembre de 1995.
El 11 de enero de 2002 y el 28 de julio de 2003 cedió porciones de su territorio para la erección respectivamente del exarcado archiepiscopal de Donetsk-Járkov y el exarcado archiepiscopal de Odesa-Crimea.
El 6 de diciembre de 2004 el exarcado archiepiscopal fue elevado al rango de archieparquía metropolitana asumiendo el nombre actual, y contextualmente devino en la sede propia del archieparca mayor de la archieparquía mayor de Kiev-Galitzia, que hasta entonces estaba en la archieparquía mayor de Leópolis de los ucranianos.
El 15 de enero de 2008 cedió otra porción de su territorio para la erección del exarcado archiepiscopal de Lutsk.

## Estadísticas
De acuerdo con el Anuario Pontificio 2022, la archieparquía tenía a fines de 2021 un total de 492 530 fieles bautizados.
| Año                                                                             | Población            | Población | Población      | Sacerdotes | Sacerdotes    | Sacerdotes    | Bautizados por sacerdote | Diáconos permanentes | Religiosos | Religiosos | Parroquias |
| Año                                                                             | Bautizados católicos | Total     | % de católicos | Total      | Clero secular | Clero regular | Bautizados por sacerdote | Diáconos permanentes | Varones    | Mujeres    | Parroquias |
| ------------------------------------------------------------------------------- | -------------------- | --------- | -------------- | ---------- | ------------- | ------------- | ------------------------ | -------------------- | ---------- | ---------- | ---------- |
| 2001                                                                            | 367 000              | ?         | ?              | 67         | 54            | 13            | 5477                     | 4                    | 13         | 19         | 127        |
| 2003                                                                            | 200                  | ?         | ?              | 63         | 48            | 15            | 3177                     | 3                    | 15         | 16         | 48         |
| 2009                                                                            | 240 000              | ?         | ?              | 43         | 30            | 13            | 5581                     | 7                    | 18         | 13         | 51         |
| 2012                                                                            | 241 000              | ?         | ?              | 56         | 43            | 13            | 4303                     | 9                    | 19         | 26         | 75         |
| 2013                                                                            | 500 000              | ?         | ?              | 77         | 61            | 16            | 6493                     | 12                   | 23         | 25         | 79         |
| 2016                                                                            | 500 000              | ?         | ?              | 86         | 69            | 17            | 5813                     | 10                   | 25         | 37         | 86         |
| 2019                                                                            | 498 000              | ?         | ?              | 117        | 94            | 23            | 4256                     | 16                   | 31         | 37         | 96         |
| 2021                                                                            | 492 530              | ?         | ?              | 137        | 116           | 21            | 3595                     | 10                   | 31         | 32         | 115        |
| Fuente: Catholic-Hierarchy, que a su vez toma los datos del Anuario Pontificio. |                      |           |                |            |               |               |                          |                      |            |            |            |

## Episcopologio

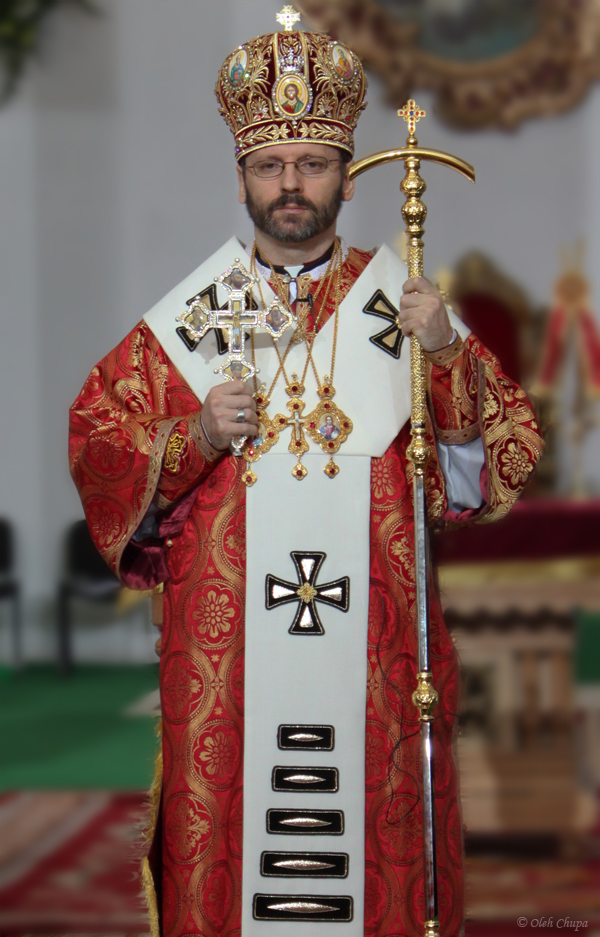
Archieparca mayor Sviatoslav Shevchuk

- Isidoro † (6 de julio de 1439[5] -20 de abril de 1458 nombrado patriarca latino de Constantinopla)
- Gregorio el Búlgaro † (3 de septiembre[6] de 1458-1474 falleció)
- Misail Pstruch † (1476[7] -1480 falleció)
  - Sede suprimida
- Mychajlo Rohoza † (15 de diciembre de 1596-agosto de 1599 falleció)
- Ipatij Poty, O.S.B.M. † (15 de noviembre de 1600-18 de julio de 1613 falleció)
- Josyf Veliamyn Rucky, O.S.B.M. † (5 de abril de 1614-5 de febrero de 1637 falleció)
- Rafajil Korsak, O.S.B.M. † (5 de febrero de 1637 por sucesión-28 de agosto de 1640 falleció)
- Antin Selava † (18 de marzo de 1641-1655 falleció)
  - Sede vacante (1655-1665)
- Havryil Kolenda † (22 de abril de 1665-21 de mayo de 1674 falleció)
- Kyprian Žochovskyj † (21 de mayo de 1674 por sucesión-1694 falleció)
- Lev Slubyč-Zalensky, O.S.B.M. † (22 de septiembre de 1695-24 de agosto de 1708 falleció)
- Juryj Vinnic'kyj, O.S.B.M. † (7 de mayo de 1710-1713 falleció)
- Lev Luka Kiška, O.S.B.M. † (18 de septiembre de 1714-1728 falleció)
- Atanasy Szeptytzkyj † (17 de agosto de 1729-12 de diciembre de 1746 falleció)
  - Sede vacante (1746-1748)
- Florian Hrabnickyj † (16 de diciembre de 1748-18 de julio de 1762 falleció)
- Feliks Filipp Volodkovič, O.S.B.M. † (18 de julio de 1762 por sucesión-1 de febrero de 1778 falleció)
- Leon Szeptytzkyj † (1 de febrero de 1778 por sucesión-13 de mayo de 1779 falleció)
- Jason Smogorževskyj † (25 de junio de 1781-27 de septiembre de 1788 falleció)
- Teodor Rostocky † (1788 por sucesión-25 de enero de 1805 falleció)
- Iraklyj Lisovskyj † (24 de julio de 1806-30 de agosto de 1809 falleció)
- Hryhory Kochanoviyč † (1810-1814 falleció)
  - Sede vacante (1814-1818)
- Josafat Bulhak, O.S.B.M. † (22 de septiembre de 1818-9 de marzo de 1838 falleció)
  - Sede suprimida (1838-1995)
- Lubomyr Husar, M.S.U. † (25 de noviembre de 1995-22 de febrero de 1996 nombrado obispo auxiliar de Leópolis) (como exarca archiepiscopal)
- Mychajlo Koltun, C.SS.R. (13 de noviembre de 1996-7 de noviembre de 1997 nombrado eparca de Zbóriv)
- Vasyl' Ihor Medvit, O.S.B.M. (7 de noviembre de 1997-6 de diciembre de 2004 nombrado obispo de curia de la archieparquía mayor de Kiev-Galitzia)
- Lubomyr Husar, M.S.U. † (29 de agosto de 2005-10 de febrero de 2011 renunció)
- Sviatoslav Shevchuk, desde el 23 de marzo de 2011[8]